# Ібрагім Траоре
Ібрагім Траоре (14 березня 1988 , Bondokuyd, Букле-ду-Мухун ) — капітан збройних сил Буркіна-Фасо, командир спеціального підрозділу «Кобра». Під час вересневого перевороту 2022 року захопив владу в країні та став тимчасовим главою держави.

## Біографія
Навчався в університеті Уагадугу, де був членом Асоціації студентів-мусульман. У 2010 році вступив на службу до армії Буркіна-Фасо. У 2019 році вступив до нового армійського спецпідрозділу  – контртерористичний підрозділ «Кобра». 2020 року надано звання капітана.
У січні 2022 року Траоре був одним з учасників збройного перевороту, в ході якого в Буркіна-Фасо була встановлена військова хунта «Патріотичний рух за захист та відновлення». Після зміни влади служив начальником загону «Кобра» у місті Кая та брав участь у боротьбі з джихадистами.
У цей час Траоре (як і багато інших прихильників січневого перевороту) був незадоволений діями Поль-Анрі Сандаого Даміба, лідера нового уряду щодо його нездатності стримати повстанський рух ісламських радикалів. Крім того, уряд затримав зарплату бійцям «Кобри». 30 вересня військові скинули Дамібу за допомогою російських найманців із групи Вагнера. і Траоре став головою країни.